# Alexander Fixlmillner

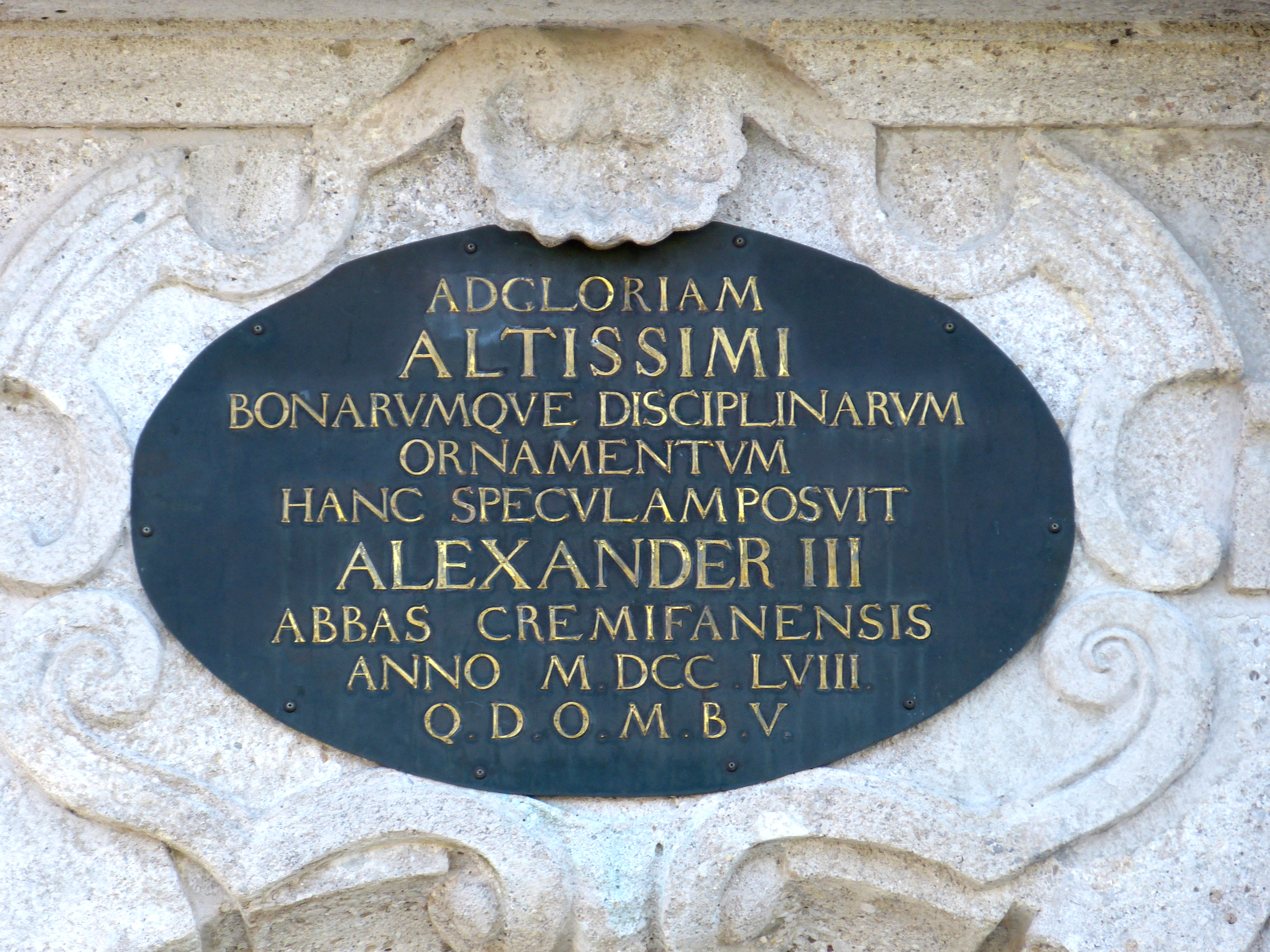
Bauinschrift des Abts Alexander an der Sternwarte in Kremsmünster

Alexander Fixlmillner (bürgerlich Benedikt Franz Fixlmillner; * 24. September 1686 in Pfarrkirchen bei Bad Hall; † 21. Jänner 1759 in Kremsmünster) war Benediktiner und Abt des Stiftes Kremsmünster.

## Leben
Benedikt Franz Fixlmillner wurde 1686 als Sohn eines geachteten Pflegers auf Schloss Hehenberg in der Pfarre Pfarrkirchen geboren. Er besuchte das Gymnasium in Linz und absolvierte ein Philosophiestudium an der Universität Salzburg, bevor er in das Kloster in Kremsmünster eintrat. 1709 legte er als erster Novize unter Abt Alexander II. seine Ordensgelübde ab, wodurch er der Tradition gemäß den Ordensnamen Alexander annahm. Nach Beendigung seines Theologiestudiums in Salzburg war er 1714 Priester in Passau und später Seelsorger in der Pfarre Pucking. Ab 1721 bekleidete er in den nächsten Jahren im Stift das Amt des Küchenmeisters, des Novizenmeisters und war danach auch Subprior.
Fixlmillner setzte sich am 8. November 1731 bei der Wahl zum Abt gegen den von seinem Vorgänger favorisierten Stiftsschaffner mit Stimmenmehrheit durch.
Er stand dem Kloster 28 Jahre lang vor und starb am 21. Jänner 1759 73-jährig infolge eines Sturzes. Er wurde in der Stiftskirche beim Altar des Heiligen Agapitus beigesetzt, wo ihm 1774 ein Epitaph errichtet wurde.

## Wirken
Schon im Mai 1732 zum kaiserlichen Rat ernannt, wurde ihm danach auch das Amt eines Beisitzers bei den Landrechten übertragen, welches er acht Jahre lang bekleidete.
Für seine Verdienste bei der Unterstützung des Heeres zur Verteidigung des Landes wurde er sowohl von Kaiserin Maria Theresia als auch von ihrem Gemahl Franz I. ausgezeichnet, mit einer Pektorale gewürdigt und per Dekret zum kaiserlichen Geheimrat ernannt.
Im Jahre 1743 gründete Abt Alexander die k. k. Akademie verbunden mit einer Ritterschule, welche Kaiserin Maria Theresia am 7. September 1744 durch ein Diplom bestätigte.
Untrennbar verbunden mit Abt Alexander Fixlmillner ist der Bau des Observatoriums, der sogenannten Sternwarte, dessen Plan er selbst entworfen hat. Zehn Jahre (von 1748 bis 1758) dauerte es bis zur Fertigstellung des für die damalige Zeit riesigen Gebäudes und verschlang mehr als 100 000,- Gulden.
Neben vielen Erneuerungen im Stift ließ er auch die Straßen ausbauen, errichtete die Kalvarienbergkirche und erneuerte die Pfarrkirche in Kirchberg. Den durch Feuer zerstörten Pfarrhof in Pettenbach stellte er wieder her, so wie die ebenfalls durch Feuer zerstörte Kirche in Ried. Er vergrößerte 1752 die Spitäler in Grünau und Viechtwang und erbaute und erneuerte viele Schulhäuser.